# Making Movies
Making Movies és el tercer àlbum d'estudi del grup de rock britànic Dire Straits publicat el 17 d'octubre de 1980 per Vertigo Records internacionalment, per Warner Bros Records als Estats Units i per Mercury Records al Canadà. L'àlbum va arribar al número 4 dels UK Albums Charts del Regne Unit, i al número 19 dels Billboard 200 dels Estats Units. Es van emetre tres senzills; "Romeo and Juliet", que va arribar al número 8 dels UK Singles Charts,"Skateawey", al número 37 dels UK Singles Charts i al número 58 als Billoboard Hot 100, i "Tunnel of Love", número 54 dels UK Singles Charts. Va ser certificat platí per la RIAA, distinció que acredita el milió de còpies venudes.

## Crítiques musicals
La revista Rolling Stone descrivia la veu de Mark Knopfler com una mescla entre Bob Dylan i Tom Waites, el disc era qualificat d'una alta càrrega emotiva, en el que "tunnel of Love" és l'obra mestra. Elogiava les intenses interpretaciosn vocals i la banda sonora de rock & roll de vanguardiaque la catalogava d'impresionant: "l'àlbum és tot allò que els dos primers treballs havien de ser i no ho van ser. Si Making Movies fos una pel·lícula s'enportaria un grapat de premis de l'Acadèmia". En canvi el crític musical Robert Christgau trobava les cançons de l'àlbum una mica cursis, i li aconsella a Knopfler que cerques un lletrista. La seva puntuació va ser de C+
Pel crítc d'Allmusic el disc és un dels millor de la banda. Les habilitats de Mark Knopfler s'han incrementat, i amb la marxa del segon guitarrista, David Knopfler, el grup s'acosta al pop amb tocs de jazz.
Per al web In the Studio, l'àlbum era considerat un “Big Apple” d'un anglès que havia aterrat als Estats Units fent unes cançons amb molta pegada.
L'àlbum apareix en la posició número 53 de la Llista dels 500 millors discs de tots els temps segons Rolling Stone. El portal web Louder va incloure el disc en la llista dels millor 20 àlbums de 1980, i va remarcar que el disc va fer vibrar el cor de la nació i va convertir els Dire Straits en mega estrelles.

## Llista de cançons
Totes les cançons escrites per Mark Knopfler, excepte les indicades.
| 1. | «Tunnel of Love» (extreta de "The Carousel Waltz" de Richard Rodgers i Oscar Hammerstein II) | 8:11 |
| 2. | «Romeo and Juliet»                                                                           | 6:00 |
| 3. | «Skateaway»                                                                                  | 6:40 |

| 1.            | «Expresso Love» | 5:12  |
| 2.            | «Hand in Hand»  | 4:48  |
| 3.            | «Solid Rock»    | 3:19  |
| 4.            | «Les Boys»      | 4:07  |
| Durada total: | Durada total:   | 37:39 |

## Músics

### Dire Straits
- Mark Knopfler – veus, guitarra
- John Illsley – baix, veus
- Pick Withers – bateria, veus

### Músics de suport
- Roy Bittan – teclats
- Sid McGinnis – guitarra (sense acreditar)[9]

### Producció
- Greg Calbi – gravació
- Brian Griffin – fotògraf
- Jeff Hendrickson – enginyer de suport
- Jimmy Iovine – productor
- Mark Knopfler – producctor
- Bob Ludwig – mescles[10]
- Jon Mathias – enginyer de suport
- Neil Terk – original design and artwork
- Shelly Yakus – enginyer